# Hygrochroa inviolata
Hygrochroa inviolata är en fjärilsart som beskrevs av Paul Dognin 1911. Hygrochroa inviolata ingår i släktet Hygrochroa och familjen silkesspinnare. Inga underarter finns listade i Catalogue of Life.